# Polimerización en cadena

Ejemplo de polimerización en cadena por apertura de anillo a policaprolactona.

La polimerización en cadena es una técnica de polimerización donde moléculas de un monómero insaturado se adicionan al sitio activo de una cadena polimérica creciente uno a la vez. El crecimiento del polímero ocurre solo en uno (o posiblemente más) bordes. La adición de cada unidad de monómero regenera el sitio activo.
El polietileno, polipropileno, y policloruro de vinilo (PVC) son tipos comunes de plásticos hechos mediante polimerización en cadena. Son los componentes principales de cuatro de los plásticos etiquetados específicamente con códigos de reciclado y son usados de manera extensa en embalajes.

## Mecanismo
La polimerización en cadena puede ser entendida con la ecuación química:
{\displaystyle (-M-)_{n}(polimero)+M(monomero)\rightarrow (-M-)_{n+1}}
donde n es el grado de polimerización y M es una forma de compuesto insaturado: una molécula que contiene un alqueno (polímeros del vinilo) o un compuesto alicíclico (polimerización por apertura de anillo).
Este tipo de polimerización resulta en un polímero de alto peso molecular formado en una baja conversión. Este peso final es determinado por la tasa de propagación comparada con la tasa de terminación de cadena individual, lo que incluye tanto pasos de transferencia de cadena y de terminación de cadena. Por encima de una cierta temperatura de techo, no ocurre la polimerización.

### Pasos
La polimerización en cadena usualmente tiene los siguientes pasos:
1. Iniciación de la cadena, usualmente por medio de un iniciador que da pie al proceso químico. Los iniciadores típicos incluyen a cualquier compuesto orgánico con un grupo lábil: por ejemplo los grupos azo (-N=N-), disulfuro (-S-S-), o peróxido (-O-O-). Dos ejemplos son el peróxido de benzoílo y el AIBN.
2. Propagación de la cadena.
3. Transferencia de la cadena, la cual termina la cadena, pero el sitio activo es transferido a una nueva cadena. Esto puede ocurrir con el solvente, el monómero, u otro polímero. Este proceso incrementa la ramificación del polímero resultante.
4. Terminación de la cadena, que ocurre ya sea por combinación o por desproporcionación. La terminación, en la polimerización por radicales, es cuando los radicales libres se combinan y es el final del proceso de polimerización.

El centro activo puede ser uno de varios tipos diferentes:
- Un radical en polimerización por radicales libres, por ejemplo, el poliestireno, es producido al polimerizar estireno con peróxido de benzoílo como su iniciador radical.
- Un carbocatión en polimerización catiónica, un ejemplo es el caucho sintético de isobutilo, iniciada con cloruro de aluminio ionizando al isobutileno.
- Un carbanión en polimerización aniónica.
- Un complejo organometálico en polimerización por coordinación.

Bajo las condiciones de reacción necesarias, la polimerización por adición puede ser considerada como una polimerización viviente. Esto es más visto con la polimerización aniónica ya que puede ser fácil de realizar sin pasos de terminación.

## Comparación con otros métodos de polimerización
La distinción entre polimerización por etapas y polimerización en cadena fue introducida por Paul J. Flory en 1953, y se refiere a la diferencia en mecanismos de reacción con crecimiento por etapas usando los grupos funcionales del monómero comparados con los grupos radical libre o ion usados en la polimerización en cadena.
La polimerización en cadena y la polimerización por adición (llamada también poliadición) son dos conceptos diferentes. De hecho el poliuretano se polimeriza con polimerización por adición (debido a que su polimerización no produce ninguna molécula pequeña, llamadas "condensado"), pero su mecanismo de reacción es una polimerización por etapas.
La distinción entre "polimerización por adición" y "polimerización por condensación" fue introducida por Wallace Carothers en 1929, y se refiere al tipo de producto obtenido. La polimerización por adición produce solo una molécula de polímero, mientras que la polimerización por condensación produce un polímero así como una molécula con un bajo peso molecular, usualmente agua.